# 姫狐の召使い
『姫狐の召使い』（ひめぎつねのサーバント）は著者・春日みかげのイラスト・p19のライトノベル。単行本は富士見書房より発売されている。

## あらすじ
ある日、水原光は、幼なじみの朝比奈紫とともに平安京へタイムスリップ!?そこで出会った狐耳の美少女の安倍晴明が光を召喚したのだといい、召使い扱いされる。

## 登場人物
水原 光（みずはら ひかる）
安倍晴明によって平安京へ召喚された高校生。色々あって「心静かに暮らす」ことを願ってやまない。
安倍 晴明（あべのせいめい）
光を平安京へ召喚した陰陽師。毒舌で嘘吐き。光から見ると、狐耳をしていて尻尾も生えている。
朝比奈 紫（あさひな むらさき）
光の幼なじみ。光と共に平安京へ召喚された。
葵（あおい）
藤原左大臣の娘。光の許嫁にさせられる。

## 既刊一覧
- 春日みかげ（著）・p19（イラスト）、富士見書房〈富士見ファンタジア文庫〉、全4巻
  1. 2012年2月18日発売[1]、ISBN 978-4-8291-3729-1
  2. 2012年6月20日発売[2]、ISBN 978-4-8291-3768-0
  3. 2012年9月20日発売[3]、ISBN 978-4-8291-3801-4
  4. 2014年2月20日発売[4]、ISBN 978-4-04-070042-7